# Vadym Kholodenko
Pour les articles homonymes, voir Kholodenko.
Vadym Kholodenko, né le 4 septembre 1986 à Kiev, en République socialiste soviétique d'Ukraine, au sein de l'Union des républiques socialistes soviétiques (aujourd'hui l'Ukraine), est un pianiste classique ukrainien.

## Biographie
Il naît dans une famille où il est le premier et unique musicien. Artiste précoce, il donne ses premiers concerts aux États-Unis, en Chine, en Hongrie et en Croatie dès l'âge de 13 ans. En 2005, il s'installe à Moscou pour étudier le piano sous la tutelle de Vera Gornostaeva au Conservatoire Tchaïkovski de Moscou.
En 2009, avec la violoniste Alena Baeva, premier prix au Concours international de violon Henryk Wieniawski en 2001, il enregistre un CD de sonates pour violon et piano de Francis Poulenc, Claude Debussy et Sergei Prokofiev.
Il remporte successivement trois compétitions internationales :  le Grand Prix (section Piano) au 30e Concours international Maria Callas en 2004 ; le Premier Prix au Concours international de musique de Sendai en juin 2010 et le Premier Prix du Concours Franz Schubert (section piano) en 2011. Ces deux dernières distinctions lui valent, en 2012, d'enregistrer ses premiers CD en solo sous label Sendai Cultural Foundation et Bella Musica Edition, où il joue, notamment, des œuvres de Johann Sebastian Bach, Ludwig van Beethoven, Franz Schubert, Sergei Rachmaninov, Olivier Messiaen et Igor Stravinsky.
En novembre 2013, à l'âge de 27 ans, il remporte la Médaille d'or au 14e Concours international de piano Van-Cliburn à Fort Worth, au Texas. Actuellement, Kholodenko réside au Luxembourg avec sa compagne la violoniste Alena Baeva. 
Depuis 2013, il multiple les concerts comme soliste et concertiste invité aux États-Unis, en Europe et en Extrême-Orient. Il signe également un contrat pour une série d'enregistrements avec le label Harmonia Mundi.

## Discographie
- 2009 : Top of the 3rd Sendai International Music Competition - Alena Baeva, Sendai Cultural Foundation - Alena Baeva, violon, Vadym Kholodenko, piano : œuvres de Prokoviev, Poulenc, Debussy
- 2012 : Internationaler Schubert-Wettbewerb Dortmund Klavier 2011 - Vadym Kholodenko, piano, Bella Musica Edition - Vadym Kholodenko, piano : œuvres de Bach, Schubert, Kurbatov, Rachmaninov, Stravinsky
- 2012 : Vadym Kholodenko - Winner of the 4th Sendai International Music Competition, Sendai Cultural Foundation - Vadym Kholodenko, piano : œuvres de Bach, Beethoven, Messiaen
- 2013 : Gold Medalist : Fourteenth Van Cliburn International Piano Competition, Harmonia Mundi - Vadym Kholodenko, piano : œuvres de Stravinsky et Liszt
- 2014 : Vadym Kholodenko plays Rachmaninoff / Medtner, Delos - Vadym Kholodenko, piano : œuvres de Rachmaninov et Medtner
- 2015 : Grieg & Saint-Saëns Piano Concertos, Harmonia Mundi - Vadym Kholodenko, piano ; The Norwegian Radio Orchestra, dirigé par Miguel Harth-Bedoya : Concerto pour piano de Grieg et Concerto pour piano nº 2 de Saint-Saëns
- 2016 : Sergei Prokoviev Piano Concertos 2 & 5, Harmonia Mundi - Vadym Kholodenko, piano ; Fort Worth Symphony Orchestra, dirigé par Miguel Harth-Bedoya : Concerto pour piano nº 2 de Prokofiev et Concerto pour piano nº 5 de Prokofiev